# UFC on ESPN: Blaydes vs. Daukaus
UFC Fight Night: Blaydes vs. Daukaus (también conocido como UFC Fight Night 205 y UFC on ESPN+ 63) fue un evento de artes marciales mixtas producido por Ultimate Fighting Championship que tuvo lugar el 26 de marzo de 2022 en el Nationwide Arena en Columbus, Ohio, Estados Unidos.

## Antecedentes
Se esperaba un combate de peso semipesado entre el ex Campeón de KSW y ex Campeón de Peso Semipesado de UFC Jan Błachowicz y Aleksandar Rakić sirva como evento principal. Sin embargo, a finales de enero, Błachowicz se retiró por una lesión y ahora se espera que el combate se reprograme para un futuro evento. Finalmente, un combate de peso pesado entre Curtis Blaydes y Chris Daukaus encabezó el evento.
Un combate de peso mosca femenino entre Joanne Wood y Alexa Grasso estaba originalmente programado para UFC Fight Night: Vieira vs. Tate en noviembre de 2021. Pero Grasso se vio obligada a retirarse del evento debido a una lesión, y fue sustituido por Taila Santos. El combate fue reprogramado, y ahora se espera que sea el coestelarice de este evento.
Se esperaba un combate de peso wélter entre Matt Brown y Bryan Barberena en UFC on ESPN: Font vs. Aldo en diciembre pasado, pero Brown fue retirado de la contienda debido a que dio positivo por COVID-19. Ahora se espera que se enfrenten en este evento.
Un combate de peso gallo entre Montel Jackson y Danaa Batgerel estaba programado para este evento. Sin embargo, Jackson tuvo que retirarse del combate y fue sustituido por Chris Gutiérrez.
En este evento se esperaba un combate de peso paja femenino entre la ex Campeona de Peso Atómico de Invicta FC Michelle Waterson y Amanda Ribas. Sin embargo, Waterson se vio obligado a retirarse a principios de marzo debido a una lesión no revelada y el combate se pospuso a UFC 274. En un principio, se esperaba que se enfrentaran en UFC 257, pero Waterson se retiró de ese combate por razones no reveladas.
Se esperaba que Lerone Murphy y Nate Landwehr se enfrentaran en un combate de peso pluma. Sin embargo, Murphy se retiró del combate por razones no reveladas y fue sustituido por David Onama. A su vez, Landwehr tuvo que retirarse del combate y éste fue cancelado.
Se esperaba que los pesos medios invictos Aliaskhab Khizriev y Abusupiyan Magomedov se enfrentaran en el evento. Sin embargo, Magomedov se retiró por razones desconocidas y se espera que sea sustituido por Denis Tiuliulin.
Se programó un combate de peso pluma entre Tucker Lutz y Seung Woo Choi para el evento. Sin embargo, Choi se vio obligado a retirarse del evento debido a una lesión no revelada. Los responsables de la UFC le buscaron un sustituto, pero no se encontró un nuevo oponente antes del evento.
Se esperaba un combate de peso pesado entre Oleksiy Oliynyk e Ilir Latifi en el evento. Sin embargo, el día del evento, Latifi se retiró por una enfermedad y el combate se canceló.

## Premios de bonificación
Los siguientes luchadores recibieron bonificaciones de $50000 dólares.
- Pelea de la Noche: Bryan Barberena vs. Matt Brown
- Actuación de la Noche: Curtis Blaydes y Chris Gutiérrez